# 2012 en Tunisie
Chronologie de la Tunisie
- 2008
- 2009
- 2010
- 2011
- 2012
- 2013
- 2014
- 2015
- 2016

Cet article présente les faits marquants de l'année 2012 en Tunisie ou relatifs à la Tunisie.

## Événements
- Le procès de Ghazi Béji et Jabeur Mejri, deux civils tunisiens, conduit à leur condamnation à sept ans et demi de prison pour « atteinte à la morale, diffamation et perturbation de l'ordre public » après leur publication en ligne de caricatures du prophète Mahomet.
- 24 février : la première réunion de la Conférence internationale des amis de la Syrie a lieu à Gammarth.
- 9 avril : des affrontements entre la police et les manifestants ont lieu lors d'une commémoration de la journée des martyrs tués sous le protectorat français[1].
- 12 juin : un couvre-feu est instauré par le chef du gouvernement Hamadi Jebali suite à des affrontements entre les forces de l'ordre et des salafistes[2].

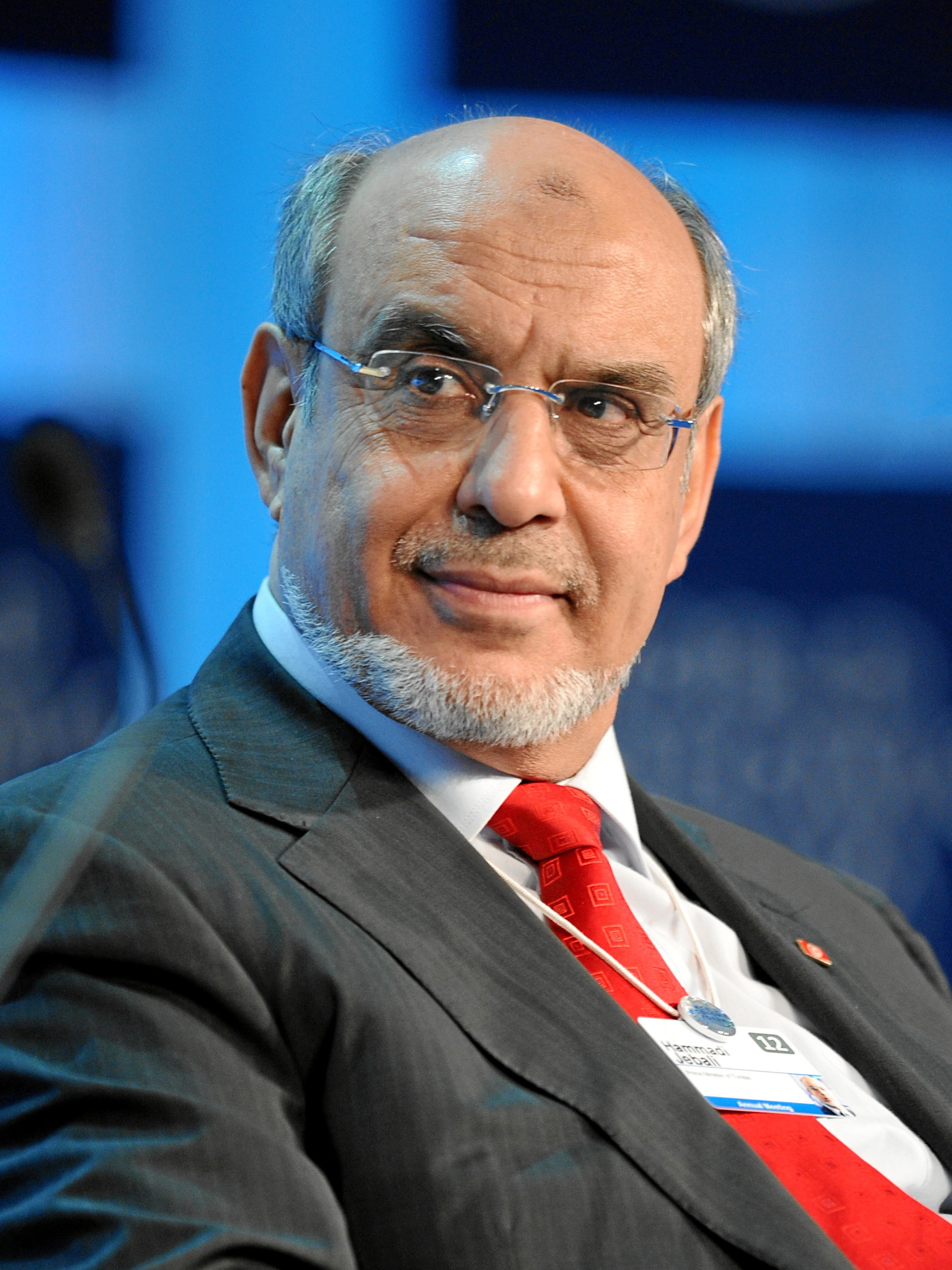
Hamadi Jebali.

- 24 juin : la Tunisie donne son accord à l'extradition vers la Libye de l'ancien premier ministre libyen, Baghdadi Mahmoudi, qui est réfugié à Tunis[2].
- 18 octobre : un représentant du parti d'opposition Nidaa Tounes est tué lors d'affrontements entre islamistes et progressistes à Tataouine[2].

## Sports
- Tunisie aux Jeux olympiques d'été de 2012
- Tunisie aux Jeux paralympiques d'été de 2012

### Athlétisme
- Championnats de Tunisie d'athlétisme 2012

### Football
- Supercoupe de la CAF 2012
- Championnat d'Afrique du Nord des nations des moins de 17 ans 2012
- Équipe de Tunisie de football en 2012
- Championnat de Tunisie de football 2011-2012
- Championnat de Tunisie de football 2012-2013
- Coupe de Tunisie de football 2011-2012
- Coupe de Tunisie de football 2012-2013
- Championnat de Tunisie de football de deuxième division 2011-2012
- Championnat de Tunisie de football de deuxième division 2012-2013
- Saison 2011-2012 du Club africain
- Saison 2011-2012 de l'Espérance sportive de Tunis

### Gymnastique artistique
- Championnats d'Afrique de gymnastique artistique 2012

### Handball
- Championnat de Tunisie masculin de handball 2011-2012
- Championnat de Tunisie masculin de handball 2012-2013

### Volley-ball
- Équipe de Tunisie de volley-ball en 2012
- Championnat de Tunisie masculin de volley-ball 2011-2012
- Championnat de Tunisie masculin de volley-ball 2012-2013

## Culture
- Millefeuille, film tunisien coproduit avec la France et les Émirats arabes unis, est coécrit et réalisé par Nouri Bouzid et sort en 2012.
- 21 avril : le Comar d'or est attribué à :
  - Achiket Adem (عشيقة ادم, soit La Maîtresse d'Adam), ouvrage en langue arabe de Moncef Ouhaïbi ;
  - deux ouvrages en langue française : Jeux de rubans d'Emna Belhadj Yahia et Ouatann d'Azza Filali.

## Naissances en 2012
- Naissance en Tunisie en 2012

## Décès en 2012
- Décès en Tunisie en 2012